# Omicron paranymphum
Omicron paranymphum är en stekelart som först beskrevs av Edoardo Zavattari 1912.
Omicron paranymphum ingår i släktet Omicron och familjen Eumenidae. Inga underarter finns listade i Catalogue of Life.